# Achille Landini
Achille Landini (Milano, 22 maggio 1890 – Milano, 25 novembre 1971) è stato un aviatore italiano, pioniere dell'aviazione e pilota da competizione, svolse l'incarico di pilota collaudatore per la Helios, per la Società Italiana Aviazione (SIA) e infine per l'Aeronautica Gabardini.

## Biografia
Nacque a Milano il 22 maggio 1890. Si occupò di meccanica  lavorando come capo motorista, e nel 1910 alle officine Helios di Milano contribuì alla costruzione di un biplano portato in volo per la prima volta dall'avvocato Enrico Luzzato il 13 aprile dello stesso anno. Nell'agosto del 1910 la Società Hlios si trasferì da Milano al campo d'aviazione di San Quirino, vicino a Pordenone. A capo della scuola di volo e dell'officina di costruzione motori vi erano rispettivamente Emilio Pensuti e lui. Il 15 ottobre 1912 conseguì il brevetto di pilota (n.180) presso il campo d'aviazione di Aviano volando su un velivolo Blériot. Effettuò vari voli a bordo di aerei di modello diverso, tra cui un monoplano di sua costruzione, il Landini L-1, collaudato a Portoferraio nel maggio 1913. Tra il 1 aprile e il 9 maggio 1913 partecipò al Primo concorso militare d'aeroplani, indetto dal Ministero della guerra, e tenutosi sul campo d'aviazione di Torino-Mirafiori. Il 23 maggio 1913, volando da Bergamo a Taliedo con a bordo il capitano Antonacci, per arresto del motore dovette effettuare un atterraggio di emergenza in un campo di segale.
Il 15 agosto, sempre avendo il capitano Antonacci come passeggero, partì da Taliedo e sopra Milano raggiunse la quota record di 1.700 m. Vinse il circuito e la gara di velocità ascensionale al primo concorso italiano di idroaviazione (5-9 ottobre 1913) svoltosi a Como nel 1913, volando su un idrovolante SIA. Il circuito, di 370 km, andava da Como-Bellagio-Lecco-Lodi-Cremona-Piacenza-Pavia-Pallanza-Varese-Como.
Il 14 marzo 1914 collaudò nelle acque del lago di Como l'idrovolante Bossi costruito presso le officine Fratelli Zari a Bovisio Mombello. Con a bordo un meccanico decollò dalla spiaggia di Campo Garibaldi ma giunto alla quota di 50 m il velivolo, per la rottura di un tirante, precipitò nella acque del lago. 
Il 3 maggio 1914 tentò la traversata dall’Elba, sulla rotta Portoferraio-Piombino, nell'anniversario dei cento anni di Napoleone sull'isola. Decollato dall'aerodromo improvvisato di Santafina, giunto alla quota di 50 m sopra la spiaggia di Ghia, per un guasto al propulsore precipitò in mare a 100 m dalla spiaggia. L'aviatore rimase qualche momento sott'acqua, e poi anche se ferito si liberò tornando a galla dove venne soccorso e trasferito all'ospedale dove rimase per qualche tempo. Dopo la prematura morte di Filippo Cevasco, avvenuta il 2 giugno 1914, passò dalla  Società Italiana Aviazione (SIA) alla Scuola di volo della Aeronautica Gabardini di Cameri in qualità di capo pilota.
Il 27 luglio 1914, volando su un Gabardini dotato di motore Gnome da 80 CV, avendo a bordo come passeggero Giuseppe Lampugnani, professore novarese,  riuscì a compiere la traversata della Alpi sorvolando il Monte Rosa a una quota di 4.300 m ed atterrando a Viège, in Svizzera, dopo volo di tre ore (140 km). Durante la prima guerra mondiale prestò servizio come istruttore sul campo di Cameri  dove contribuì all'addestramento di più di 1.500 piloti, de dopo la fine della guerra continuò ad avere la carica di capo-pilota alla stessa scuola.  Tra i suoi allievi Arturo Ferrarin, Francesco Agello, Natale Palli e Silvio Palli. Si spense a Milano il 25 novembre 1971.  È stato tumulato nella cripta del Famedio del Cimitero Monumentale di Milano.